# Reseda villosa
Reseda villosa är en resedaväxtart som beskrevs av Cosson. Reseda villosa ingår i släktet resedor, och familjen resedaväxter.

## Underarter
Arten delas in i följande underarter:
- R. v. garamantum
- R. v. glabrescens